# インビジブル (2000年の映画)
『インビジブル』（原題: Hollow Man）は、2000年のアメリカ映画。コロンビア ピクチャーズ制作のSFホラー映画。透明人間になり次々に犯行を重ねる男と、彼が起こす事件に立ち向かう人々を描く。キャッチコピーは「姿は見えないが、殺意は見える」。
本作においては、「生物の透明化には既に成功しているが、元に戻すことが困難」と設定されている。CGによる透明人間の表現は以前の映像作品にも存在するが、本作では人体が「皮膚→筋肉→骨格→透明人間」と次第に透き通っていく過程を生々しく描いている。可視化復元する血清も登場するが、それ以外で可視化する伏線として電気ショックの連続で一瞬、可視化する透明ゴリラのイザベルの蘇生シーンが序盤で描かれており、終盤ではスプリンクラーの水で全身が濡れた透明人間が登場人物を鉄パイプで殴ろうとして失敗、配電盤の電気に感電して人体模型のごとき半透明人間も登場する。
後年にクリスチャン・スレーター主演で続編『インビジブル2』が製作された。
原題は当初『インビジブル・マン』となる予定だったが、使用権の問題で変更された。日本では「ホロウマン」では日本の観客にわかりづらく、「透明人間」では今の時代に合わないとの判断から邦題を「インビジブル」とした。

## ストーリー

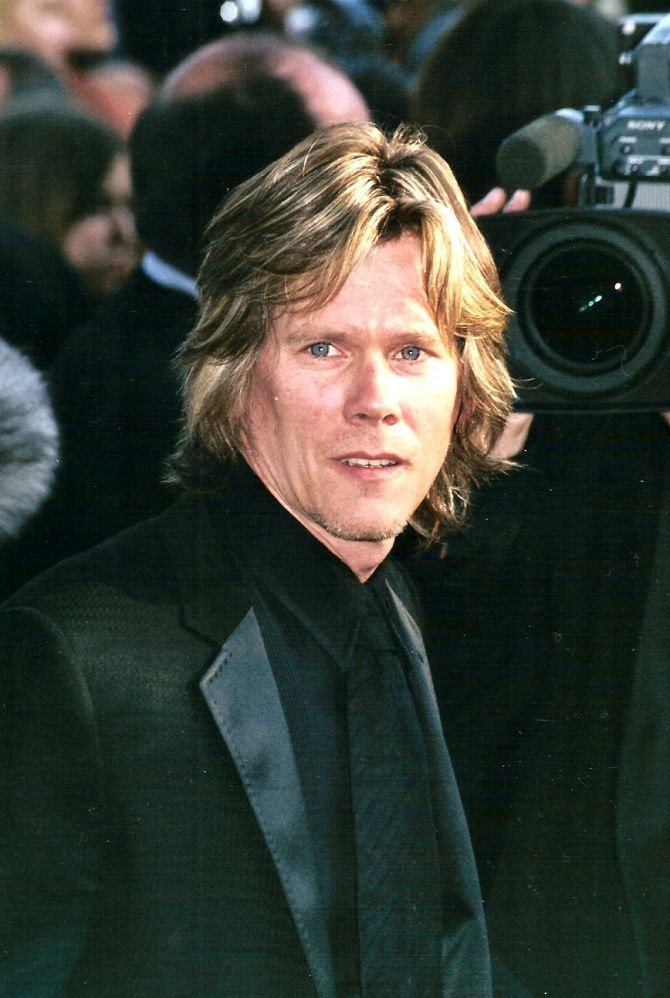
ケヴィン・ベーコン(2005年撮影)

天才科学者であるセバスチャンは、国家の極秘プロジェクトとして地下の実験施設と研究チームを与えられ「生物の透明化とそこからの復元」を研究している。彼らは、動物実験において既に透明化を成功させていた。しかし、透明化した動物はその状態が長時間続くと精神に悪影響を及ぼし凶暴性が増大するうえ、復元の成功にも至っていなかった。
ある日、セバスチャンは透明化した動物の復元薬の開発に成功するが、更なる名声を求めてこの事を国家には報告せず、メンバーの反対を押し切り、極秘で自らの体で初となる人体実験を行う。透明化は問題無く成功し、セバスチャンは透明人間の状態を楽しむ。しかし、いざ復元となった段階で実験は失敗、メンバーが必死に復元薬の研究に取り組む中、彼は透明のまま研究所に留め置かれる。
元に戻れないジレンマに苛立ちを募らせたセバスチャンは勝手に施設を抜け出し、自身が透明人間であることを悪用して不法侵入やレイプなどの犯罪行為に走る。
セバスチャンが監視カメラに細工をして度々研究所を抜け出している事を知るメンバーたち。チームの同僚でセバスチャンの元恋人でもあるリンダは、セバスチャンの行動に恐怖を覚え、無断で人体実験を行った事を上司の教授に報告する。それを立ち聞きしたセバスチャンは、教授が国家に報告する前に殺し、自身の保身のために研究メンバー全員の殺害を企てる。
研究所のセキュリティシステムから他のメンバーのIDを消去してエレベーターを操作できなくし、通信も遮断して地下の研究施設に閉じ込めるセバスチャン。リンダたちはサーモカメラでセバスチャンを追うが、リンダとマット以外のメンバーがセバスチャンによって殺される。
セバスチャンはマットに重傷を負わせ、リンダを冷凍室に閉じ込めた後、研究室を爆破するためにニトロの時限装置をセットする。冷凍室から脱出したリンダはマットを救出し、地上に出るために服と仮面を着けたセバスチャンと対峙。科学知識と機転を活かして彼に深手を負わせ、マットと共にエレベーターシャフトからの脱出を試みる。
ニトロの仕掛けが作動し研究所崩壊のタイムリミットが迫る中、復活したセバスチャンが追い縋るが、リンダは彼を炎の中へと突き放し、マットとともに地上に脱出する。

## キャスト
| 役名                            | 俳優                     | 日本語吹替     | 日本語吹替   | 日本語吹替 |
| 役名                            | 俳優                     | ソフト版       | テレビ朝日版 |            |
| ------------------------------- | ------------------------ | -------------- | ------------ | ---------- |
| セバスチャン・ケイン            | ケヴィン・ベーコン       | 山路和弘       | 安原義人     |            |
| リンダ・マッケイ                | エリザベス・シュー       | 佐々木優子     | 田中敦子     |            |
| マシュー “マット”・ケンジントン | ジョシュ・ブローリン     | てらそままさき | 宮本充       |            |
| サラ・ケネディ                  | キム・ディケンズ         | 篠原恵美       | 水谷優子     |            |
| フランク・チェイス              | ジョーイ・スロトニック   | 大滝寛         | 牛山茂       |            |
| ジャニス・ウォルトン            | メアリー・ランドル       | 山像かおり     | 高乃麗       |            |
| カーター・アビー                | グレッグ・グランバーグ   | 坂口賢一       | 星野充昭     |            |
| セバスチャンの隣人女性          | ローナ・ミトラ           | 横手久美子     | 野村須磨子   |            |
| ハワード・クレイマー博士        | ウィリアム・ディヴェイン | 佐々木梅治     | たかお鷹     |            |

- テレビ朝日版 - 初放送2003年10月26日 『日曜洋画劇場』

## VFX
- 視覚効果：ソニー・ピクチャーズ・イメージワークス（VFXスーパーバイザー：スコット・E.アンダーソン、スコット・ストックダイク）、ティペット・スタジオ（VFXスーパーバイザー：クレイグ・ヘイズ）、バンド・フロム・ザ・ランチ・エンターテインメント（BFTRE）、リズム&ヒューズ・スタジオ
- 特殊効果監修：スタン・パークス

## 評価
レビュー・アグリゲーターのRotten Tomatoesでは117件のレビューで支持率は26%、平均点は4.30/10となった。Metacriticでは35件のレビューを基に加重平均値が24/100となった。

## 他作品への影響
セガの内田誠は、本作における人体の透明化シーンがコンピュータゲーム『獣王記 -PROJECT ALTERED BEAST-』を開発するきっかけの一つになったことを認めている。